# Supruga Zhao Hede
Supruga Zhao Hede (kineski:趙合德) (? - 7. pr. Kr.) bila je kineska carska supruga iz doba dinastije Han, koja je nosila službenu titulu  Zhaoyi (昭儀). Bila je supruga cara Chenga i sestra carice Zhao Feiyan.
Nakon što se Cheng zaljubio u Feiyan, doveo ju je 19. pr. Kr. u carsku palaču i učinio svojom suprugom, ali je isto učinio s njenom sestrom. Sestre Zhao su sljedeće godine caricu Xu optužili za čarobnjaštvo, pa ju je muž otjerao, učinivši Feiyan novom caricom. S vremenom se između dviju sestara stvorilo suparništvo, što se pripisuje izuzetnoj ljepoti Zhao Hede o kojima svjedoče kineski povijesni tekstovi. Dvije sestre su se kasnije pomirile. Zhao Hede je umrla od moždanog udara, nedugo prije smrti svog muža.